# アップル・パイ
アップル・パイとは、ショートドリンクに分類される、カクテルである。「アップル（Apple）」と付くのにもかかわらず、リンゴに関係した材料が一切使用されないのが特徴。1959年当時は、有名なカクテルであった。

## 標準的なレシピ
- ラム（ヘヴィは使用しない） ： スイート・ヴェルモット ＝ 1：1
- アプリコット・ブランデー ＝ 1 tsp
- レモン・ジュース ＝ 1 tsp
- グレナデン・シロップ ＝ 2分の1 tsp

### 作り方
ラム、スイート・ヴェルモット、アプリコット・ブランデー、レモンジュース、グレナデン・シロップをシェークして、カクテル・グラス（容量75〜90ml程度）に注げば完成である。

### 備考
- 使用されるラムは、ライト・ラムが指定されることもある。
  - ヘヴィ・ラムは使用されない。
- アプリコット・ブランデー、レモンジュースの量は、数drop〜1tspの間で増減する。
- グレナデン・シロップの量は、数drop〜2分の1tspの間で増減する。
  - ただし、グレナデン・シロップの量は、アプリコット・ブランデー、レモンジュースの量よりも常に少ない。